# Tribologija
Tribologija je veda o trenju, obrabi in mazanju.